# Кнессет 6-го созыва
Кнессет 6-го созыва (ивр. הכנסת השישית‎) — парламент Государства Израиль, действовавший в период с 22 ноября 1965 года по 17 ноября 1969 года. Кнессет 6-го созыва функционировал 3 года, 11 месяцев и 26 дней. Спикером кнессета на протяжении всего срока оставался Кадиш Луз («Маарах»); 23 марта 1968 года кнессет переизбрал на второй срок президента Израиля Залмана Шазара («МАПАЙ»).

## Результаты выборов
Выборы состоялись 2 ноября 1965 года.

Количество избирателей: 1 499 988

Общее количество учтённых голосов: 1 206 728

Процентный барьер: 1 %
Количество голосов за парламентское место: 9881.
| Фракция                            | Количество учтённых голосов | Голоса избирателей в процентном соотношении | Количество мандатов |
| ---------------------------------- | --------------------------- | ------------------------------------------- | ------------------- |
| «Маарах»                           | 443 379                     | 36,7                                        | 45                  |
| «Блок Херут Либералы»              | 256 957                     | 21,3                                        | 26                  |
| «Религиозно - национальная партия» | 107 966                     | 8,9                                         | 11                  |
| «Израильский список рабочих»       | 95 328                      | 7,9                                         | 10                  |
| «Объединенная партия рабочих»      | 79 985                      | 6,6                                         | 8                   |
| «Партия независимых либералов»     | 45 299                      | 3,8                                         | 5                   |
| «Агудат Исраэль»                   | 39 795                      | 3,3                                         | 4                   |
| «Новый коммунистический список»    | 27 413                      | 2,3                                         | 3                   |
| «Прогресс и Развитие»¹             | 23 430                      | 1,9                                         | 2                   |
| «Поалей Агудат Исраэль»            | 22 066                      | 1,8                                         | 2                   |
| «Шитуф ве-Ахва»¹                   | 16 464                      | 1,3                                         | 2                   |
| «Этот Мир - новая сила»            | 14 124                      | 1,2                                         | 1                   |
| «Коммунистическая партия Израиля»  | 13 617                      | 1,1                                         | 1                   |

¹ Партии национальных меньшинств близких по идеологии к МАПАЙ.

## Состав фракций
Численный состав фракций не соответствует количеству мандатов полученных на выборах, так как некоторые депутаты не находились в текущем кнессете полный срок из-за ротации, смены должностей, переходов, объединений и пр.
| Фракция                            | Количество мандатов | Количество парламентских мест под конец сессии |
| ---------------------------------- | ------------------- | ---------------------------------------------- |
| «Маарах»                           | 45                  | 63                                             |
| «Блок Херут Либералы»              | 26                  | 22                                             |
| «Религиозно - национальная партия» | 11                  | 11                                             |
| «Израильский список рабочих»       | 10                  | 0                                              |
| «Объединенная партия рабочих»      | 8                   | 0                                              |
| «Партия независимых либералов»     | 5                   | 4                                              |
| «Агудат Исраэль»                   | 4                   | 4                                              |
| «Новый коммунистический список»    | 3                   | 3                                              |
| «Прогресс и Развитие»¹             | 2                   | 1                                              |
| «Поалей Агудат Исраэль»            | 2                   | 2                                              |
| «Шитух ве-Ахва»¹                   | 2                   | 1                                              |
| «Этот Мир - новая сила»            | 1                   | 1                                              |
| «Коммунистическая партия Израиля»  | 1                   | 1                                              |
| «Свободный центр»                  | 0                   | 1                                              |
| «Фракция израильских друзов»       | 0                   | 1                                              |
| Независимый член Давид Бен-Гурион  | 0                   | 1                                              |

### Маарах
1. Давид Акоэн — член комиссии по делам Кнессета, председатель комиссии по иностранным делам и безопасности, член комиссии по иностранным делам и безопасности[5].
2. Рут Актин — заместитель председателя Кнессета. Член комиссии по услугам населению, член особой комиссии по проверке структуры начального и среднего школьного образования в Израиле, член комиссии по делам Кнессета, член комиссии по услугам населению, член комиссии по труду, член комиссии по образованию и культуре[6].
3. Игаль Алон
4. Шуламит Алони — член подкомиссии по основным законам, член комиссии по внутренним делам, член комиссии по делам Кнессета, член законодательной комиссии[7].
5. Ари Анкорьён — член комиссии по делам Кнессета, член законодательной комиссии[8].
6. Моше Арам — председатель комиссии по труду, член комиссии по экономике, член комиссии по делам Кнессета, председатель подкомиссии по вопросу рассредоточения населения, член комиссии по труду[9].
7. Залман Аран
8. Шошана Арбели-Альмозлино — член комиссии по услугам населению, член комиссии по экономике, член подкомиссии по борьбе с дорожными авариями, член комиссии по труду[10].
9. Моше Барам — председатель комиссии по труду, председатель подкомиссии к Закону о пенсиях депутатов, председатель совместной комиссии по вопросу законопроекта по трудовым спорам и Битуах Леуми, член комиссии по делам Кнессета, член финансовой комиссии, член комиссии по труду[11].
10. Реувен Баркат — член особой комиссии по проверке структуры начального и среднего школьного образования в Израиле[12].
11. Аарон Бекер
12. Мордехай Биби — член подкомиссии по основным законам, член комиссии по внутренним делам, член финансовой комиссии, член законодательной комиссии, член особой комиссии по назначению судей[13].
13. Авраам Битон — член подкомиссии по приведению в порядок статуса раввинов и резников в алимовских посёлках, член финансовой комиссии, член комиссии по услугам населению, член комиссии по внутренним делам, член комиссии по труду[14].
14. Моше Вертман — член комиссии по внутренним делам, член комиссии по труду[15].
15. Исраэль Галили
16. Хаим Гвати
17. Акива Говрин — член комиссии по иностранным делам и безопасности[16].
18. Давид Голомб — член финансовой комиссии[17].
19. Цви Динштейн — член финансовой комиссии.[18]
20. Исраэль Ешиягу-Шараби — заместитель председателя Кнессета. Член законодательной комиссии, член комиссии по иностранным делам и безопасности[19].
21. Мордехай Зар — член подкомиссии по вопросу рассредоточения населения, член подкомиссии по вопросу Иерусалима, член комиссии по экономике, член комиссии по внутренним делам, член комиссии по труду[20].
22. Исраэль Каргман — председатель финансовой комиссии, член финансовой комиссии[21].
23. Моше Кармель
24. Гавриэль Коэн — член подкомиссии по основным законам, член особой комиссии по проверке структуры начального и среднего школьного образования в Израиле, член комиссии по иностранным делам и безопасности, член законодательной комиссии, член комиссии по образованию и культуре[22].
25. Менахем Коэн — член финансовой комиссии, член подкомиссии по приведению в порядок статуса раввинов и резников в алимовских посёлках, член подкомиссии по вопросу Иерусалима, член комиссии по услугам населению, член комиссии по внутренним делам[23].
26. Амнон Лин — член законодательной комиссии, член комиссии по внутренним делам[24].
27. Кадиш Луз
28. Голда Меир — член комиссии по иностранным делам и безопасности[25].
29. Мордехай Намир — член комиссии по иностранным делам и безопасности[26].
30. Двора Нецер — член особой комиссии по проверке структуры начального и среднего школьного образования в Израиле, член комиссии по делам Кнессета, член комиссии по услугам населению, член комиссии по образованию и культуре[27].
31. Барух Озния — председатель комиссии по делам Кнессета, член комиссии по иностранным делам и безопасности, член особой комиссии по проверке структуры начального и среднего школьного образования в Израиле, председатель подкомиссии по делам управления по жалобам населения, член совместной комиссии по вопросу законопроекта по трудовым спорам и Битуах Леуми, член комиссии по делам Кнессета, член законодательной комиссии, член комиссии по назначению заседателей в раввинатских судах[28].
32. Мордехай Офер — член комиссии по делам Кнессета, член финансовой комиссии, член комиссии по экономике, член подкомиссии по борьбе с дорожными авариями[29].
33. Давид Петель — член комиссии по услугам населению, член комиссии по внутренним делам, член комиссии по труду[30].
34. Дов Садан — член комиссии по образованию и культуре[31].
35. Пинхас Сапир
36. Моше Сардинес — заместитель председателя Кнессета. Член комиссии по труду, член финансовой комиссии[32].
37. Элиягу Сассон
38. Аарон Узан — член комиссии по внутренним делам, член комиссии по экономике[33].
39. Йосеф Фишер — член комиссии по делам Кнессета, член финансовой комиссии, член комиссии по экономике[34].
40. Ашер Хасин — член комиссии по услугам населению, член комиссии по образованию и культуре[35].
41. Рахель Цабри — член подкомиссии по вопросу эмиграции спортсменов за границу, член особой комиссии по проверке структуры начального и среднего школьного образования в Израиле, член комиссии по услугам населению, член комиссии по внутренним делам, член комиссии по образованию и культуре[36].
42. Хаим Йосеф Цадок — председатель подкомиссии по основным законам, член комиссии по иностранным делам и безопасности, член законодательной комиссии[37].
43. Зеэв Цур — член финансовой комиссии, член комиссии по иностранным делам и безопасности[38].
44. Зеэф Шерф — член законодательной комиссии, член финансовой комиссии, член комиссии по внутренним делам[39].
45. Бехор-Шалом Шетрит — член законодательной комиссии[40].
46. Шмуэль Шореш — председатель подкомиссии по вопросам государственного контроля, член комиссии по внутренним делам, член финансовой комиссии, член комиссии по экономике[41].
47. Аба Эвен
48. Арье Лёва Элиав — член комиссии по труду, член финансовой комиссии, член комиссии по экономике, член финансовой комиссии[42].
49. Леви Эшколь
50. Аарон Ядлин — член комиссии по внутренним делам, член законодательной комиссии[43].

1. ←Йосеф Аарон Альмоги
2. ←Реувен Арази
3. ←Арье Бахир
4. ←Матильда Гез
5. ←Мордехай Бен-Порат
6. ←Амос Дагани
7. ←Моше Даян
8. ←Ицхак Навон
9. ←Натан Пелед
10. ←Шимон Перес
11. ←Шломо Розен
12. ←Мордехай Суркис
13. ←Эмма Тальми
14. ←Яков Хазан
15. ←Изхар Харари
16. ←Виктор Шемтов
17. ←Абд Эль-Азиз Э-Зооби
18. ←Меир Яари

### Блок Херут Либералы
1. Шниур Залман Абрамов — член комиссии по делам Кнессета, член финансовой комиссии, член законодательной комиссии[44].
2. Биньямин Авниэль — председатель комиссии по экономике, председатель совместной комиссии по проблеме дорожных аварий, председатель подкомиссии по борьбе с дорожными авариями, член комиссии по экономике[45].
3. Йоханан Бадер — член финансовой комиссии[46].
4. Менахем Бегин — член комиссии по иностранным делам и безопасности, член законодательной комиссии[47].
5. Арье Бэн-Элиэзер — заместитель председателя Кнессета. Член комиссии по труду, член комиссии по иностранным делам и безопасности[48].
6. Аарон Гольдштейн — член комиссии по труду[49].
7. Ицхак-Ганс Клингхофер — член подкомиссии по основным законам, член комиссии по делам Кнессета, член законодательной комиссии[50].
8. Хаим Коэн-Мегури — член комиссии по экономике, член комиссии по делам Кнессета, член подкомиссии по вопросу рассредоточения населения, член комиссии по внутренним делам, член комиссии по труду[51].
9. Йосеф Кремерман — председатель финансовой комиссии, член финансовой комиссии[52].
10. Хаим Ландау — член комиссии по иностранным делам и безопасности, член подкомиссии по приведению в порядок статуса раввинов и резников в алимовских поселках, член подкомиссии по вопросу Иерусалима, член комиссии по иностранным делам и безопасности, член комиссии по внутренним делам[53].
11. Элиягу Меридор — член комиссии по делам Кнессета, член законодательной комиссии[54].
12. Яков Меридор — член комиссии по иностранным делам и безопасности[55].
13. Шломо Перельштейн — член финансовой комиссии[56].
14. Эстер Разиэль-Наор — член особой комиссии по проверке структуры начального и среднего общего образования в Израиле, член комиссии по делам Кнессета, член комиссии по услугам населению, член комиссии по образованию и культуре[57].
15. Элимелех-Шимон Рималт — председатель комиссии по образованию и культуре, председатель совместной комиссии по вопросу оплаты за обучение в высших учебных заведениях, председатель совместной комиссии по вопросу создания научно-исследовательского центра поселений, председатель совместной комиссии о передаче школы 'Mikve Израиль', председатель подкомиссии по вопросу эмиграции спортсменов за границу, председатель особой комиссии по проверке структуры начального и среднего школьного образования в Израиле, член комиссии по иностранным делам и безопасности, член комиссии по образованию и культуре[58].
16. Йосеф Сапир — член финансовой комиссии[59].
17. Йосеф Серлин — член комиссии по иностранным делам и безопасности[60].
18. Йосеф Тамир — член совместной комиссии по проблеме дорожных аварий, член подкомиссии по вопросу Иерусалима, член комиссии по экономике, член комиссии по внутренним делам[61].
19. Барух Узиэль — член особой комиссии по проверке структуры начального и среднего школьного образования в Израиле, член комиссии по услугам населению, член комиссии по образованию и культуре[62].
20. Цви Цимерман — член комиссии по экономике, член комиссии по внутренним делам, член финансовой комиссии[63].
21. Мордехай-Хаим Штерн — член комиссии по экономике[64].
22. Йосеф Шуфман — член финансовой комиссии, член комиссии по внутренним делам, член комиссии по делам Кнессета, член финансовой комиссии, член законодательной комиссии[65].
23. Менахем Ядид — член комиссии по внутренним делам, член комиссии по услугам населению, член комиссии по труду[66].

1. →Шломо Коэн-Цидон — член подкомиссии по вопросу рассредоточения населения, член комиссии по внутренним делам, член комиссии по труду, член комиссии по образованию и культуре[67].
2. →Шмуэль Тамир — член подкомиссии по вопросам государственного контроля, член финансовой комиссии, член комиссии по делам Кнессета[68].
3. →Авраам Таяр — член комиссии по труду, член комиссии по экономике, член комиссии по образованию и культуре, член особой комиссии по проверке структуры начального и среднего школьного образования в Израиле, член комиссии по борьбе с дорожными авариями[69].
4. →Элиэзер Шустак — член комиссии по экономике, член комиссии по труду, член комиссии по услугам населению[70].

### Религиозно-национальная партия
1. Шломо-Исраэль Бен-Меир — член законодательной комиссии, член комиссии по иностранным делам и безопасности, член финансовой комиссии, член комиссии по иностранным делам и безопасности, член особой комиссии по назначению судей[71].
2. Йосеф Бург
3. Зерах Варгафтиг
4. Шабтай Дон-Ихье — член комиссии по иностранным делам и безопасности, член комиссии по образованию и культуре[72].
5. Фрижа Зуарец — член законодательной комиссии, член особой комиссии по проверке структуры начального и среднего школьного образования в Израиле, член комиссии по делам Кнессета, член комиссии по услугам населению, член комиссии по образованию и культуре[73].
6. Даниэль-Ицхак Леви — член совместной комиссии по проблеме дорожных аварий, член комиссии по образованию и культуре, член комиссии по услугам населению, член законодательной комиссии, член финансовой комиссии, член подкомиссии по приведению в порядок статуса раввинов и резников в алимовских посёлках, член комиссии по экономике, член подкомиссии по борьбе с дорожными авариями, член комиссии по внутренним делам[74].
7. Ицхак Рафаэль — председатель законодательной комиссии, член подкомиссии по основным законам, член комиссии по делам Кнессета, член комиссии по иностранным делам и безопасности, член законодательной комиссии, член комиссии по иностранным делам и безопасности, член законодательной комиссии, член комиссии по иностранным делам и безопасности, член законодательной комиссии, член комиссии по делам Кнессета, член комиссии по иностранным делам и безопасности, член законодательной комиссии[75].
8. Това Сангадрай — член комиссии по делам Кнессета, член законодательной комиссии, член комиссии по делам Кнессета, член подкомиссии по делам управления по жалобам населения, член комиссии по услугам населению, член комиссии по труду[76].
9. Моше Унна — председатель законодательной комиссии, член подкомиссии по основным законам, член комиссии по иностранным делам и безопасности, член особой комиссии по проверке структуры начального и среднего общего образования в Израиле, член комиссии по иностранным делам и безопасности, председатель совместной комиссии по вопросу защиты жильцов[77].
10. Яков-Михаэль Хазани — председатель подкомиссии по вопросам государственного контроля, член подкомиссии по делам управления по жалобам населения, член финансовой комиссии[78].
11. Хаим-Моше Шапиро
12. Беньямин Шахор — член особой комиссии по проверке структуры начального и среднего школьного образования в Израиле, член комиссии по внутренним делам, член комиссии по образованию и культуре[79].

### Израильский список рабочих
1. Изхар Смиланский — член комиссии по образованию и культуре, член особой комиссии по проверке структуры начального и среднего школьного образования в Израиле[80].
2. Цви Цур — член комиссии по экономике, член законодательной комиссии[81].

1. →Йосеф Аарон Альмоги — член финансовой комиссии, член комиссии по иностранным делам и безопасности[82].
2. →Арье Бахир — член совместной комиссии по вопросу законопроекта по трудовым спорам и Битуах Леуми, член финансовой комиссии, член комиссии по экономике, член комиссии по труду[83].
3. →Давид Бен-Гурион
4. →Мордехай Бен-Порат — член комиссии по внутренним делам, член комиссии по труду, член особой комиссии по проверке структуры начального и среднего школьного образования в Израиле, член законодательной комиссии, член комиссии по образованию и культуре[84].
5. →Матильда Гез — член комиссии по труду, член подкомиссии по вопросу Иерусалима, член комиссии по услугам населению, член комиссии по внутренним делам, член комиссии по образованию и культуре[85].
6. →Амос Дагани — член комиссии по экономике, член законодательной комиссии, член комиссии по делам Кнессета, член финансовой комиссии[86].
7. →Моше Даян — член финансовой комиссии, член комиссии по иностранным делам и безопасности[87].
8. →Ицхак Навон — заместитель председателя Кнессета. Член подкомиссии по вопросу эмиграции спортсменов за границу, член особой комиссии по проверке структуры начального и среднего школьного образования в Израиле, член комиссии по образованию и культуре, член комиссии по делам Кнессета, член комиссии по иностранным делам и безопасности[88].
9. →Шимон Перес — член комиссии по иностранным делам и безопасности[89].
10. →Мордехай Суркис — председатель комиссии по внутренним делам, председатель подкомиссии по приведению в порядок статуса раввинов и резников в алимовских посёлках, председатель подкомиссии по вопросу Иерусалима, член комиссии по внутренним делам[90].

### Объединённая партия рабочих
1. →Реувен Арази — член комиссии по внутренним делам, член законодательной комиссии[91].
2. →Натан Пелед — член комиссии по делам Кнессета, член комиссии по труду, член подкомиссии по вопросу рассредоточения населения, член комиссии по экономике, член подкомиссии по делам управления по жалобам населения, член законодательной комиссии[92].
3. →Шломо Розен — председатель комиссии по услугам населению, член комиссии по экономике, член комиссии по услугам населению[93].
4. →Эмма Тальми — член комиссии по делам Кнессета, член особой комиссии по проверке структуры начального и среднего школьного образования в Израиле, член комиссии по экономике, член подкомиссии по борьбе с дорожными авариями, член комиссии по образованию и культуре[94].
5. →Яков Хазан — член комиссии по иностранным делам и безопасности[95].
6. →Виктор Шемтов — член финансовой комиссии[96].
7. →Абд Эль-Азиз Э-Зооби — член подкомиссии по приведению в порядок статуса раввинов и резников в алимовских посёлках, член комиссии по труду, член комиссии по экономике, член комиссии по внутренним делам[97].
8. →Меир Яари — член комиссии по иностранным делам и безопасности[98].

### Партия независимых либералов
1. Ицхак Голан — член подкомиссии по приведению в порядок статуса раввинов и резников в алимовских посёлках, член комиссии по внутренним делам, член комиссии по делам Кнессета[99].
2. Моше Коль — член комиссии по услугам населению, член комиссии по образованию и культуре[100].
3. Пинхас Розен — член комиссии по внутренним делам, член комиссии по иностранным делам и безопасности, член особой комиссии по проверке структуры начального и среднего школьного образования в Израиле, член комиссии по делам Кнессета, член комиссии по образованию и культуре[101].
4. Гидон Хаузнер — член комиссии по иностранным делам и безопасности, член комиссии по экономике, член законодательной комиссии, член подкомиссии по борьбе с дорожными авариями[102].
5. Йегуда Шаари — член комиссии по услугам населению, член комиссии по труду[103].
6. Нисим Эльад — член комиссии по внутренним делам, член комиссии по образованию и культуре[104].

1. →Изхар Харари — член комиссии по иностранным делам и безопасности, член законодательной комиссии[105].

### Агудат Исраэль
1. Шломо-Яков Гросс — член комиссии по делам Кнессета, член комиссии по услугам населению[106].
2. Ицхак-Меир Левин
3. Шломо Лоренц — член комиссии по экономике, член комиссии по внутренним делам[107].
4. Менахем Поруш — член особой комиссии по проверке структуры начального и среднего школьного образования в Израиле, член законодательной комиссии, член комиссии по образованию и культуре[108].

### Новый коммунистический список
1. Меир Вильнер — член комиссии по труду[109].
2. Тауфик Туби — член комиссии по экономике[110].
3. Эмиль Хабиби — член комиссии по делам Кнессета, член комиссии по услугам населению[111].

### Прогресс и Развитие
1. Сэйф Э-Дин Э-Зооби — член законодательной комиссии, член комиссии по внутренним делам[112].

1. →Элиас Нахле — член особой комиссии по проверке структуры начального и среднего школьного образования в Израиле, член законодательной комиссии, член комиссии по образованию и культуре[113].

### Поалей Агудат Исраэль
1. Авраам Вердигер — член особой комиссии по проверке структуры начального и среднего школьного образования в Израиле, член комиссии по услугам населению, член комиссии по труду, член комиссии по образованию и культуре[114].
2. Кальман Кахана — член комиссии по образованию и культуре[115].
3. Яков Кац — член комиссии по услугам населению, член комиссии по труду, член комиссии по образованию и культуре, член особой комиссии по проверке структуры начального и среднего школьного образования в Израиле[116].

### Шитух ве-Ахва
1. Диаб Убейд — член комиссии по экономике, член комиссии по труду[117].

1. →Джабер Моади — член комиссии по делам Кнессета[118].

### Этот Мир — новая сила
1. Ури Авнери — член комиссии по экономике, член комиссии по услугам населению[119].

### Коммунистическая партия Израиля
1. Шмуэль Микунис — член комиссии по труду[120].

### Свободный центр
1. ←Шломо Коэн-Цидон
2. ←Шмуэль Тамир
3. ←Авраам Таяр
4. ←Элиэзер Шустак

### Фракция израильских друзов
1. ←Джабер Моади

## История
Первое заседание прошло: 1 ноября 1965 года

Председатель Кнессета: Кадиш Луз

Заместители председателя Кнессета: Арье Бен-Элиэзер, Двора Нецер, Йосеф Серлин, Това Сангадрай, Моше Сардинес, Ицхак Навон, Рут Актин.

Секретарь: Моше Розетти, Хаим Лиор.
Кнессет шестого созыва функционировал на протяжении 4-х лет, в течение которых действовали два правительства — 13-е и 14-е. 13-е правительство возглавил Леви Эшколь, но с его смертью в феврале 1969 года оно распалось. 14-е правительство во главе с Голдой Меир функционировало в течение 9 месяцев до выборов в Кнессет седьмого созыва.

## Наиболее важные законы, принятые Кнессетом 6-го созыва
- Закон об отмене срока давности в преступлениях против человечества, 1966 год
- Закон об охране священных мест, 1967 год
- Закон о здании Кнессета, 1968 год
- Основной закон о правительстве
- Закон о следственных комиссиях, 1968 год
- Закон о суде по трудовым спорам, 1969 год
- Закон о поощрении промышленности (налоги), 1969 год
- Закон о недвижимости, 1969 год[1]